# Triple Echo
Triple Echo es un álbum recopilatorio triple de la banda inglesa Soft Machine. Sólo fue lanzado en vinilo.
Se centra principalmente en la primera época del grupo (un sencillo, dos canciones inéditas de 1967, The Soft Machine y Volume Two). En lugar del clásico Third (1970), el segundo disco consiste en grabaciones para la BBC inéditas hasta el momento. Por último la cara E contiene temas de Fourth y Fifth, y la cara F incluye una pieza por cada álbum restante (Six, Seven, Bundles y Softs).

## Lista de canciones
- Disco 1

| Cara A |                             |                                |          |  |
| N.º    | Título                      | Aparecido en                   | Duración |  |
| 1.     | «Love Makes Sweet Music»    | Single de 1967, cara A         |          |  |
| 2.     | «Feelin' Reelin' Squeelin'» | Single de 1967, cara B         |          |  |
| 3.     | «Memories»                  | Inédito, demo de 1967          |          |  |
| 4.     | «She's Gone»                | Single inédito de 1967, cara A |          |  |
| 5.     | «Why Am I So Short?»        | The Soft Machine (1968)        |          |  |
| 6.     | «So Boot If At All»         | The Soft Machine               |          |  |
| 7.     | «A Certain Kind»            | The Soft Machine               |          |  |

| Cara B |                                              |                   |          |  |
| N.º    | Título                                       | Aparecido en      | Duración |  |
| 1.     | «We Did It Again»                            | The Soft Machine  |          |  |
| 2.     | «Plus Belle Qu'une Poubelle»                 | The Soft Machine  |          |  |
| 3.     | «Why Are We Sleeping?»                       | The Soft Machine  |          |  |
| 4.     | «A Concise British Alphabet II»              | Volume Two (1969) |          |  |
| 5.     | «Hulloder»                                   | Volume Two        |          |  |
| 6.     | «Dada Was Here»                              | Volume Two        |          |  |
| 7.     | «Thank You Pierrot Lunaire»                  | Volume Two        |          |  |
| 8.     | «Have You Ever Bean Green?»                  | Volume Two        |          |  |
| 9.     | «Pataphysical Introduction II»               | Volume Two        |          |  |
| 10.    | «As Long As He Lies Perfectly Still»         | Volume Two        |          |  |
| 11.    | «Dedicated To You But You Weren't Listening» | Volume Two        |          |  |

- Disco 2

| Cara C |                     |                           |          |  |
| N.º    | Título              | Aparecido en              | Duración |  |
| 1.     | «The Moon In June»  | Inédito, BBC/Top Gear '69 |          |  |
| 2.     | «Esther's Nose Job» | Inédito, BBC/Top Gear '69 |          |  |

| Cara D |                                                           |                           |          |  |
| N.º    | Título                                                    | Aparecido en              | Duración |  |
| 1.     | «Mousetrap/Noisette/Backwards/Mousetrap Reprise»          | Inédito, BBC/Top Gear '69 |          |  |
| 2.     | «Slightly All The Time/Out-Bloody-Rageous/Eamonn Andrews» | Inédito, BBC/Top Gear '70 |          |  |

- Disco 3

| Cara E |                    |               |          |  |
| N.º    | Título             | Aparecido en  | Duración |  |
| 1.     | «Teeth»            | Fourth (1971) |          |  |
| 2.     | «Kings And Queens» | Fourth        |          |  |
| 3.     | «All White»        | Fifth (1972)  |          |  |
| 4.     | «Bone»             | Fifth         |          |  |

| Cara F |                               |                |          |  |
| N.º    | Título                        | Aparecido en   | Duración |  |
| 1.     | «Stanley Stamps Gibbon Album» | Six (1973)     |          |  |
| 2.     | «Carol Ann»                   | Seven (1974)   |          |  |
| 3.     | «Hazard Profile Part I»       | Bundles (1975) |          |  |
| 4.     | «The Tale Of Taliesin»        | Softs (1976)   |          |  |